# Капре, Франсуа
Франсуа Капре́ (фр. François Capré; 1620—1706) — савойский историк и геральдик. Сеньор де Межев, де Белькомб, де Бонпор.
Главный аудитор, затем президент Счетной палаты Савойского герцогства. Государственный секретарь герцога Карла Эммануила II, затем его вдовы Марии Джованны, регент герцогства во время малолетства их сына Виктора Амадея II.
В 1668 году приобрел сеньорию Бонпор, в 1699 году выкупил у графа де Флюме сеньорию Белькомб, в 1702 году — Деми-Куартье. Его потомки стали графами де Межев.
Написал «Трактат по истории Счетной палаты Савойи...» (Лион, 1662), в котором приведены интересные подробности о законодательстве герцогства и его использовании. Главный его труд — «Каталог рыцарей Ордена Ожерелья Савойи, Святого Благовещения и др.)» (Турин, 1654).